# جغرافیای سیشل
سیشل یک کشور جزیره‌ای کوچک است که در دریای سومالی در شمال شرقی ماداگاسکار واقع شده و حدود ۱٫۳۴۴ کیلومتر از موگادیشو، پایتخت سومالی، فاصله دارد. آنتسیرانانا در ماداگاسکار نزدیکترین شهر خارجی به سیشل است. نزدیکترین شهر خارجی واقع در قاره آفریقا به سیشل، شهر موگادیشو است.
سیشل تقریباً بین ۴º و ۱۰º جنوبی و ۴۶º و ۵۴º شرقی قرار دارد. این کشور مجمع‌الجزایری است از ۱۱۵ جزیره گرمسیری، که برخی از جنس سنگ خارا و برخی مرجانی هستند. بیشتر این جزایر کوچک و غیرمسکونی هستند.
پهنه خشکی سیشل تنها ۴۵۲ کیلومتر مربع است، اما جزایر این کشور در یک منطقه ویژه اقتصادی به مساحت ۱٬۳۳۶٬۵۵۹ کیلومتر مربع پراکنده و گسترده‌اند.
حدود ۹۰ درصد از جمعیت ۹۰ هزار نفری کشور در ماهه زندگی می‌کنند، ۹ درصد نیز در پراسلین و لادیگ ساکنند. در حدود یک سوم مساحت کشور متعلق به جزیره ماهه و یک سوم دیگر از آن آب‌سنگ آلدابرا است.
در سیشل دو منطقه مجزا قابل شناسایی است. یکی جزایر سنگ خارا (گرانیتی)، که تنها جزایر اقیانوسی از جنس سنگ‌های گرانیتی هستند، و دیگری جزایر بیرونی مرجانی. جزایر گرانیتی سیشل قدیمی‌ترین جزایر اقیانوسی در جهان هستند، در حالی که جزایر بیرونی آن عمدتاً بسیار جوان هستند، گرچه گروه آلدابرا و سن پیر (گروه فارکوهار) جزایر مرجانی غیرمعمول هستند. این جزیره‌ها در طول تاریخ طولانی خود چندین بار از آب درآمده و دوباره غرق شده‌اند. تازه‌ترین غرق شدن آنها حدود ۱۲۵۰۰۰ سال پیش رخ داد.

## دسته‌بندی جزایر
جزایر داخلی نامی عمومی است که اصطلاحاً برای اشاره به ۴۵ جزیره از جزایر سیشل با مساحت ۲۴۷٫۲ کیلومترمربع استفاده می‌شود. جزایر داخلی ۵۴٪ از محدوده کشور سیشل را دربر می‌گیرند اما بیش از ۹۹٪ از جمعیت کشور را در خود جای داده‌اند. 
گروه گرانیتی شامل ۴۵ جزیره گرانیتی است که همه در شعاع ۵۶ کیلومتری از جزیره اصلی ماهه واقع شده‌اند. این جزایر صخره‌ای هستند و بیشتر آنها یک نوار ساحلی باریک و تپه‌ماهورهایی در مرکز خود دارند که بیشترین ارتفاع آنها ۹۱۴ متر است. مهم‌ترین جزایر این گروه عبارتند از: 
ماهه که بزرگترین جزیره است و وسعت آن ۱۵۶٫۷ کیلومترمربع است.
ویکتوریا، پایتخت، در ماهه است.
جزیره پراسلین
جزیره سیلوهت
لادیگ.
دو جزیره مرجانی، ۹۰ کیلومتر به سمت شمال، باقی مانده جزایر داخلی را تشکیل می‌دهند: 
جزیره پرنده
جزیره دنیس
تعدادی جزیره مصنوعی نیز در این محدوده وجود دارند از جمله جزیره رومن‌ویل.

## نگاره‌ها

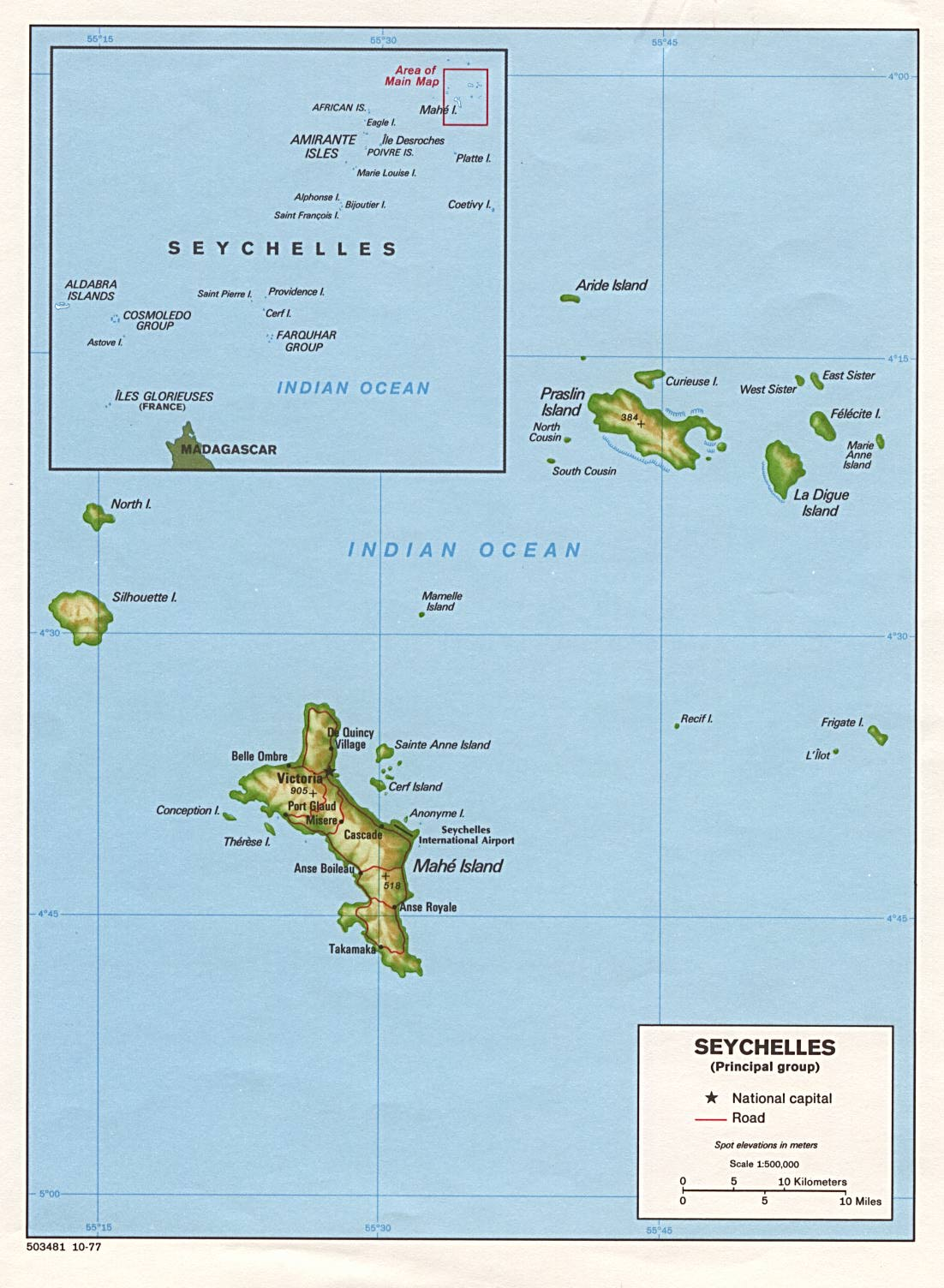
نقشه سیشل
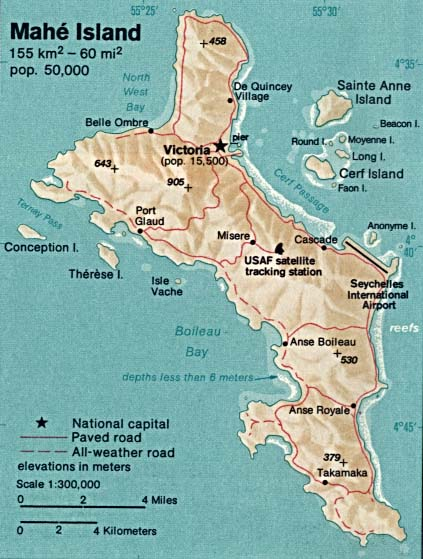
نقشه جزیره ماهه
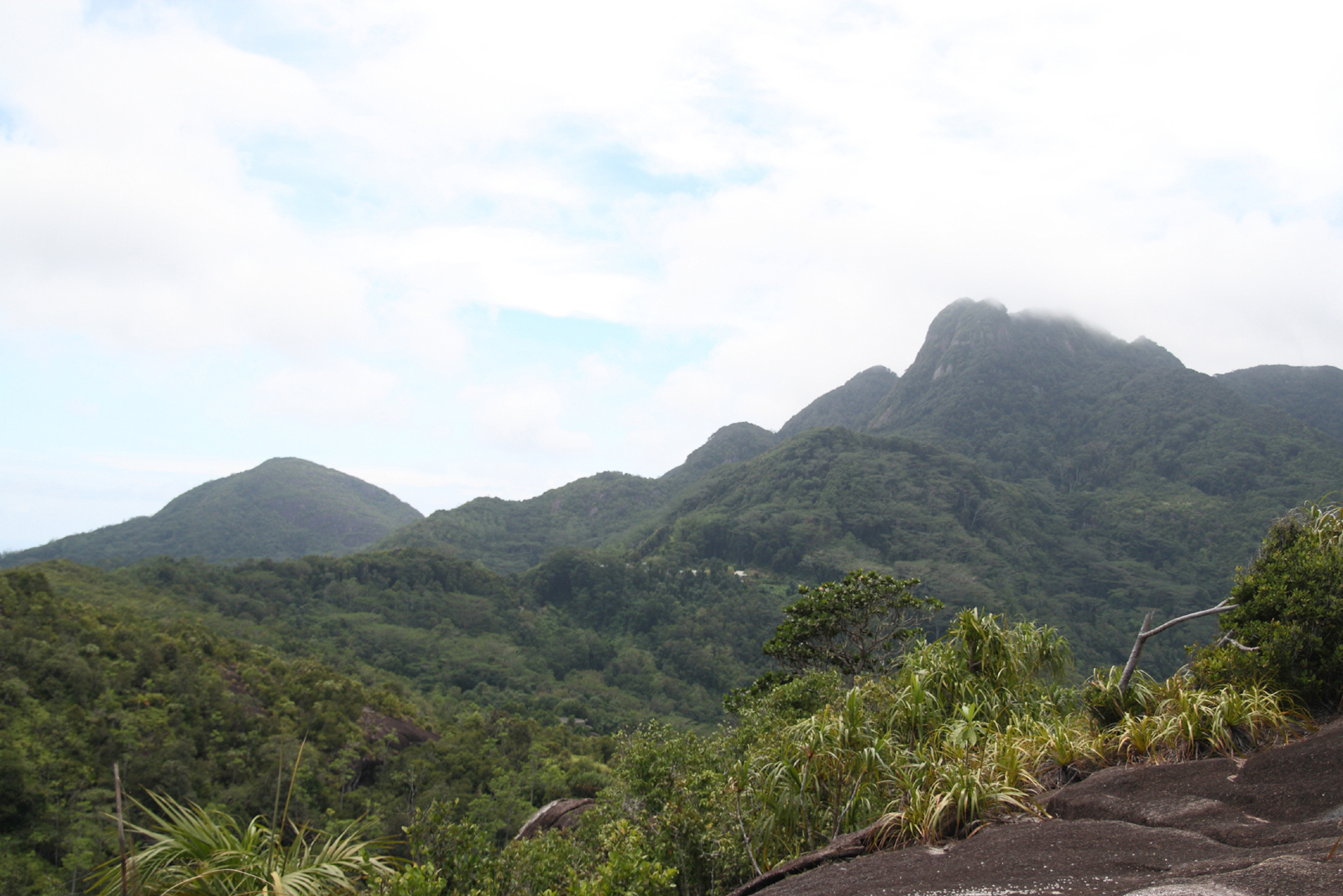
کوه مورن سیشلوآ
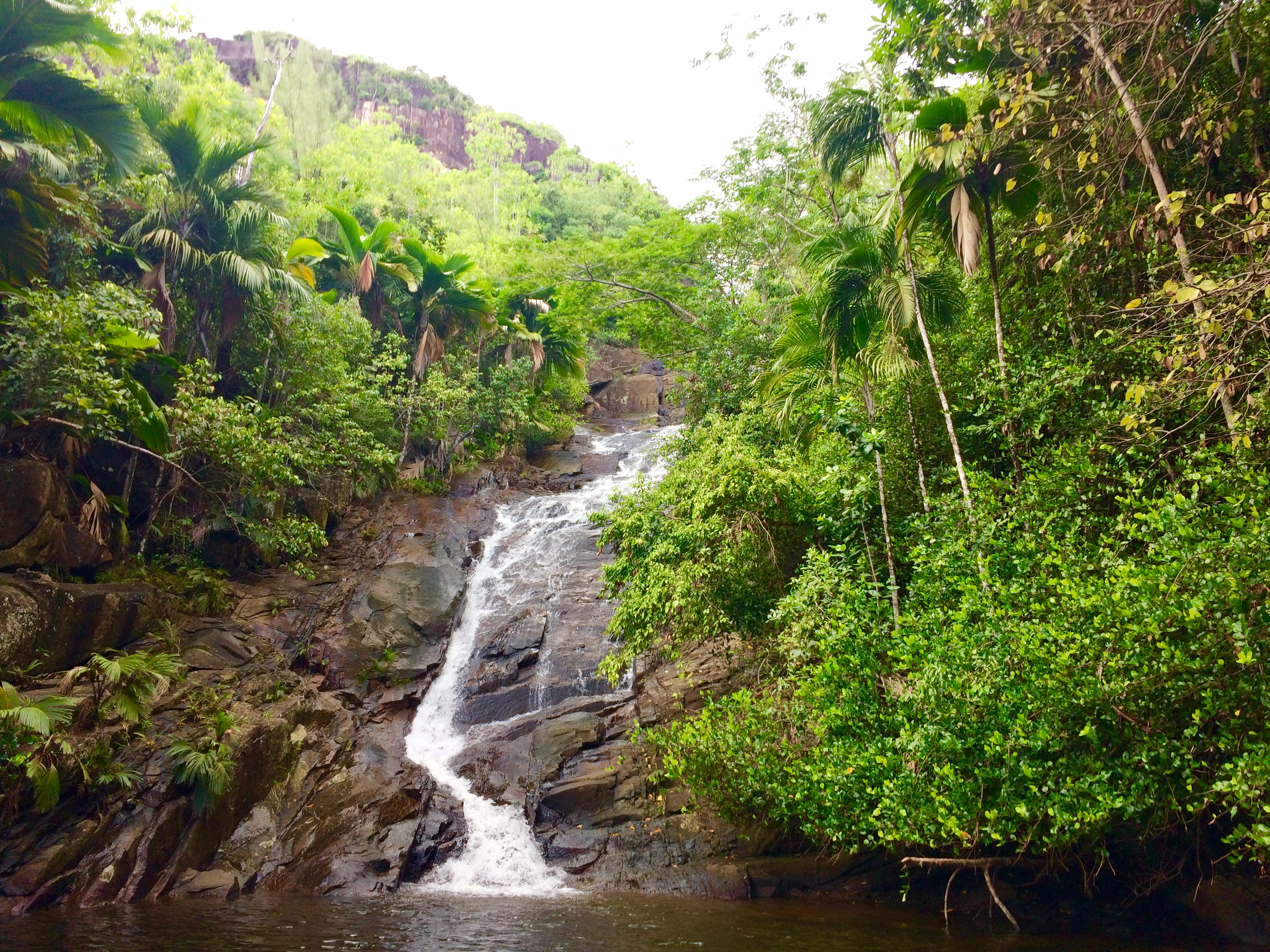
آبشاری در سیشل